# شاپرک مونتانا
شاپرک مونتانا (نام علمی: Coleophora montana) نام یک گونه از سرده غلاف‌دارها است.